# Sender Søsterhøj
Der Sender Søsterhøj oder Aarhus Tower ist der 1956 erbaute Fernmeldeturm der Stadt Aarhus in Dänemark.
Der Hybridturm besteht aus einem Betonturm, auf dem ein abgespannter Stahlrohrmast steht. Die Gesamthöhe beträgt 216,1 Meter.
Der Søsterhøj dient zur Verbreitung von Fernseh- und UKW-Programmen sowie für den Richtfunk und ist für die Öffentlichkeit nicht zugänglich.

## Frequenzen und Programme

### Analoger Hörfunk (UKW)
| Frequenz (MHz) | Programm      | RDS PS            | RDS PI | Regionalisierung | ERP (kW) | Antennendiagramm rund (ND)/gerichtet (D) | Polarisation horizontal (H)/vertikal (V) |
| -------------- | ------------- | ----------------- | ------ | ---------------- | -------- | ---------------------------------------- | ---------------------------------------- |
| 88,1           | DR P1 / DR P2 | DR_P1___/DR_P2___ | 9201   | –                | 60       | D (195–125°)                             | H                                        |
| 88,6           | Nova fm       | NOVA_fm_          | 9205   | –                | 0,65     | D (220–40°)                              | V                                        |
| 91,7           | DR P3         | DR_P3___          | 9203   | –                | 60       | D (195–125°)                             | H                                        |
| 93,1           | The Voice     | THEVOICE          | 9619   | Aarhus           | 0,5      | D (40–80°, 110–0°)                       | V                                        |
| 95,9           | DR P4         | DRP4OSTJ          | 9E02   | Ostjütland       | 60       | D (195–125°)                             | H                                        |
| 103,0          | Radio24syv    | 24syv___          | 9204   | –                | 60       | D (230–60°)                              | H                                        |

### Digitaler Hörfunk (DAB)
DAB wird in vertikaler Polarisation und im Gleichwellenbetrieb mit anderen Sendern ausgestrahlt.
| Block                  | Programme (Datendienste) | ERP (kW) | Antennen- diagramm rund (ND), gerichtet (D) | Polarisation horizontal (H)/ vertikal (V) | Gleichwellennetz (SFN) |
| ---------------------- | --- | -------- | ------------------------------------------- | ----------------------------------------- | --- |
| 13B DR DAB2 (DNK10006) | DAB+ Block des Danmarks Radio: - DR P1 (96 kbps, Mono) - DR P2 Klassisk (192 kbps) - DR P3 (128 kbps) - DR P5 (128 kbps) - DR P6 Beat (128 kbps) - DR P7 Mix (128 kbps) - DR P8 Jazz (128 kbps) - DR Ramasjang / DR Ultra (80 kbps, Mono) - DR Mama (128 kbps)                                                         | 4        | ND                                          | V                                         | Skagen, Tolne, Frederikshavn, Sæby, Brønderslev, Læsø, Dronninglund, Frejlev, Thisted, Løgstør, Øster Doense, Anholt, Skive, Fjellerup, Viborg, Ørum, Randers, Grenaa, Hadsten, Ebeltoft, Silkeborg, Aarhus, Samsø Hinweis: Die kursiven Senderstandorte sind zur Inbetriebnahme vorgesehen. |
| 12C DR DAB1 (DNK10001) | DAB+ Block des Danmarks Radio: - Radio Klassisk (128kbit/s) (DAB+) - Radio Soft (72kbit/s) (DAB+) - Nova fm (72kbit/s) (DAB+) - Pop FM (72kbit/s) (DAB+) - The Voice (72 kbit/s) (DAB+) - radio100 (72kbit/s) (DAB+) - Ekstra Bladet (56kbit/s) (DAB+) - BBC WorldService (40kbit/s) (DAB+) - myROCK (72kbit/s) (DAB+) | 4        | ND                                          | V                                         | Skagen, Tolne, Frederikshavn, Sæby, Brønderslev, Læsø, Aalborg-Frejlev, Thisted, Løgstør, Anholt, Øster Doense, Skive, Lemvig, Viborg, Ørum, Randers, Grenaa, Holstebro - Mejrup, Hadsten, Ebeltoft, Silkeborg, Herning, Gilleleje, Ringkøbing, Aarhus, Helsingør, Brædstrup, Hillerød, Nykøbing Sjælland, Horsens, Ølgod, Gladsaxe, Klejs, Høve, Kopenhagen, Jyderup, Kalundborg, Vejle, Køge, Kolding, Esbjerg, Kalvslund, Slagelse, Nyborg, Tommestrup, Hammeren, Sønder Højrup, Haderslev, Næstved, Rø, Rønne, Agerskov, Vordingborg, Aabenraa, Taasinge, Vester Sømarken, Kalvehave, Tønder, Sønderborg West, Bregninge, Nakskov, Kollund, Maribo, Nykøbing Falster |

### Analoges Fernsehen (PAL)
Vor der Umstellung auf DVB-T diente der Sendestandort weiterhin für analoges Fernsehen.
| Kanal | Frequenz (MHz) | Programm            | ERP (kW) | Sendediagramm rund (ND)/ gerichtet (D) | Polarisation horizontal (H)/ vertikal (V) |
| ----- | -------------- | ------------------- | -------- | -------------------------------------- | ----------------------------------------- |
| 8     | 196,25         | DR1                 | 60       | ND                                     | H                                         |
| 23    | 487,25         | 6’eren (Ostjütland) | 3        | ND                                     | H                                         |
| 37    | 599,25         | TV 2 (Ostjütland)   | 0,5      | D (160–20°)                            | H                                         |